# Parasada
Parasada is een geslacht van vlinders van de familie uilen (Noctuidae), uit de onderfamilie Acontiinae.

## Soorten
- P. carnosa Hampson, 1893
- P. molybdocolpa Turner, 1945